# Philippe Deschepper
Philippe Deschepper, né le 6 août 1949 à Roubaix, est un guitariste et compositeur français autodidacte.

## Biographie
Il commence la musique en participant à divers ensembles de jazz traditionnel. Plus tard, il fait ses études d'Arts plastiques à Lille, où il découvre la musique improvisée et se consacre définitivement au jazz. Il participe par la suite à de nombreuses formations : fondateur de EAO (Et Autres noms d'Oiseaux avec le batteur Jacques Mahieux et le contrebassiste Jean-Luc Ponthieux), il participe plus tard à Paris à la fondation du quartette de Henri Texier en 1981, intègre le Big Band de Guitares de Gérard Marais (Michel Portal, Louis Sclavis, Bernard Lubat, Claude Barthélemy...), fonde également l'Impossible Trio avec Michel Godard (tuba) et Youval Micenmacher (percussions), joue avec Sylvain Kassap, Yves Robert, Annick Nozati, Bernard Santacruz, Jean-Luc Cappozzo, Christine Wodrascka et Dominique Pifarély, Un drame musical instantané (Jean-Jacques Birgé, Bernard Vitet...) entre autres.

## Sources
- Philippe Carles, André Clergeat et Jean-Louis Comolli, Dictionnaire du jazz, Ed. Robert Laffont, Coll. Bouquins, Paris, 1994,  (ISBN 2-221-07822-5), p. 323.